# Eduard Endler
Eduard Endler (* 11. Mai 1860 Hannover; † 21. Mai 1932 in Köln, vollständiger Name: Eduard Clemens Endler) war ein deutscher Architekt.

## Leben
Eduard Endler studierte an der Technischen Hochschule Hannover und war dort Schüler des Neugotikers Conrad Wilhelm Hase. Er war Mitglied der hannoverschen KV-Verbindung AV Gothia. Nachdem er zunächst von 1883 bis 1887 als Mitarbeiter im Atelier des Architekten Christoph Hehl in Hannover gearbeitet hatte, wechselte er 1888 nach Köln und wurde hier Mitarbeiter im Büro von Heinrich Wiethase. Nach dessen Tod machte er sich 1893 selbständig. Die Vollendung des von Wiethase entworfenen Rathauses in Gelsenkirchen bis 1894 zählt zu seinen ersten Arbeiten als selbständiger Architekt.
Obwohl Endler vorwiegend im katholischen Kirchenbau des Rheinlands tätig war (mit über 60 überwiegend ausgeführten Entwürfen zu Neubauten, Erweiterungen oder Restaurierungen), gehören zu seinem Œuvre auch Villen, Siedlungen, Geschäftshäuser und Fabriken sowie Rathäuser. Er gestaltete 1914 auf der Kölner Werkbundausstellung in der Haupthalle den katholischen Kirchenraum.

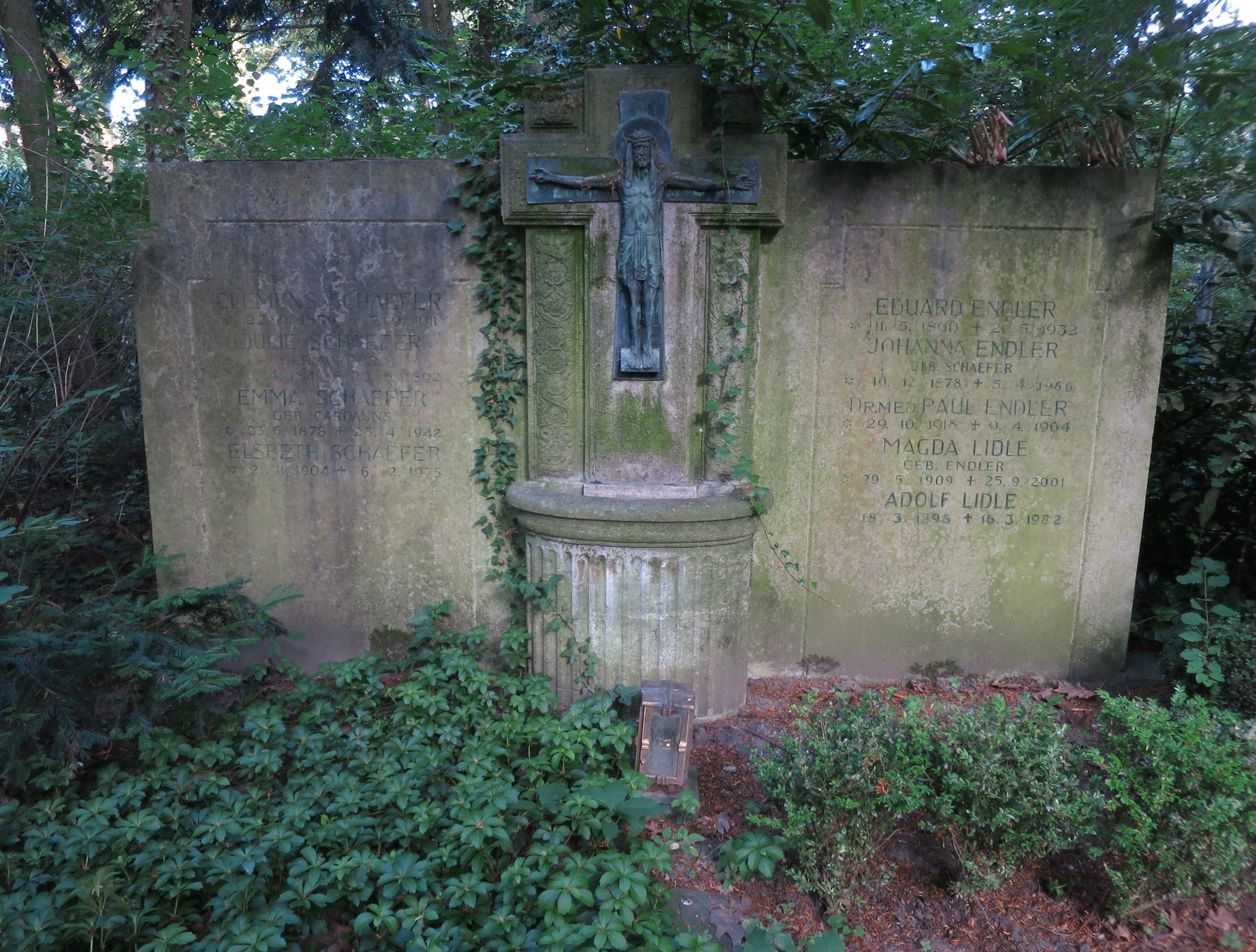
Grabstätte der Familien Endler und Schaefer

Endler ging Ende 1930 eine Partnerschaft mit seinem Mitarbeiter Karl Band ein, wohl auch um die Kontinuität des Büros zu sichern, denn sein Sohn Clemens studierte zu dieser Zeit noch. Nach dem Tod von Eduard Endler trat sein Sohn in das Büro ein, nahm die Partnerschaft nach Krieg und Gefangenschaft aber nicht erneut auf. Karl Band arbeitete noch bis 1952 in der kriegsbeschädigten Villa von Endler.
Mit dem Nachlass von Karl Band gelangte auch eine noch unbekannte Zahl von Arbeiten Eduard Endlers in das Historische Archiv der Stadt Köln.
Zu seinen bekannten Schülern gehörte der Architekt Stephan Mattar.
Endler war verheiratet mit Johanna Schaefer (1878–1966). Er verstarb 1932 im Alter von 72 Jahren und wurde im Familiengrab auf dem Kölner Melaten-Friedhof (Flur 72A) beigesetzt.

## Bauten (Auswahl)
- 1887–91: katholische Kirche St. Goar und St. Elisabeth in Sankt Goar (zusammen mit Heinrich Wiethase)
- 1898: katholische Pfarrkirche in Kappel (Hunsrück)
- 1899–1901: römisch-katholische Pfarrkirche St. Aegidius in Bornheim-Hersel
- 1899–1902: katholische Kirche zum Heiligen Kreuz in Kastellaun (Hunsrück)
- 1901–1904: katholische Kirche St. Nikolaus in Buch (Hunsrück)
- 1900: Rathaus in Betzdorf (Sieg)
- 1902–1903: Sanierung und Aufstockung des Rathauses zwischen den Städten in Warburg
- 1902–1906: katholische Pfarrkirzche St. Michael in Köln, Brüsseler Platz (nach Kriegsschäden verändert)
- 1904–1907: katholische Pfarrkirche St. Elisabeth in Aachen, Blücherplatz (verändert)
- um 1905: Wohn- und Geschäftshaus in Köln, Komödienstraße 39/41
- 1907–1909: katholische Pfarrkirche St. Mechtern in Köln-Ehrenfeld (zerstört)[2]
- 1909: Kanzlei- und Wohnhaus des Notars Friedrich Custodis in St. Wendel, Gymnasialstraße 19
- 1909–1911: katholische Pfarrkirche Hl. Dreikönige in Neuss
- 1910–1911: katholische Wernerkapelle in Womrath
- 1911–1912 und 1928: katholische Pfarrkirche St. Joseph in Köln-Porz
- 1912–1913: katholische Heilig-Geist-Kirche in Sarstedt
- 1912–1913: katholische Pfarrkirche St. Willibrord in Bad Münstereifel-Nöthen
- 1913–1914: Bad Honnef, katholische Pfarrkirche St. Johann Baptist, Querschiff
- 1913–1915 und 1931: katholische Pfarrkirche St. Pius in Köln-Zollstock
- 1921: katholische Pfarrkirche St. Remigius in Pronsfeld (Erweiterungsbau)
- 1924–1925: katholische Pfarrkirche in Köln-Volkhoven-Weiler
- 1924–1927: katholische Pfarrkirche St. Hubertus in Körperich
- 1927: katholische Pfarrkirche St. Quirinus in Köln-Mauenheim
- 1928–1929: katholische Pfarrkirche St. Heinrich in Hannover (Südstadt)
- 1930–1931: katholische Pfarrkirche Christ König, Horrem mit Karl Band als Stahlbetonbau

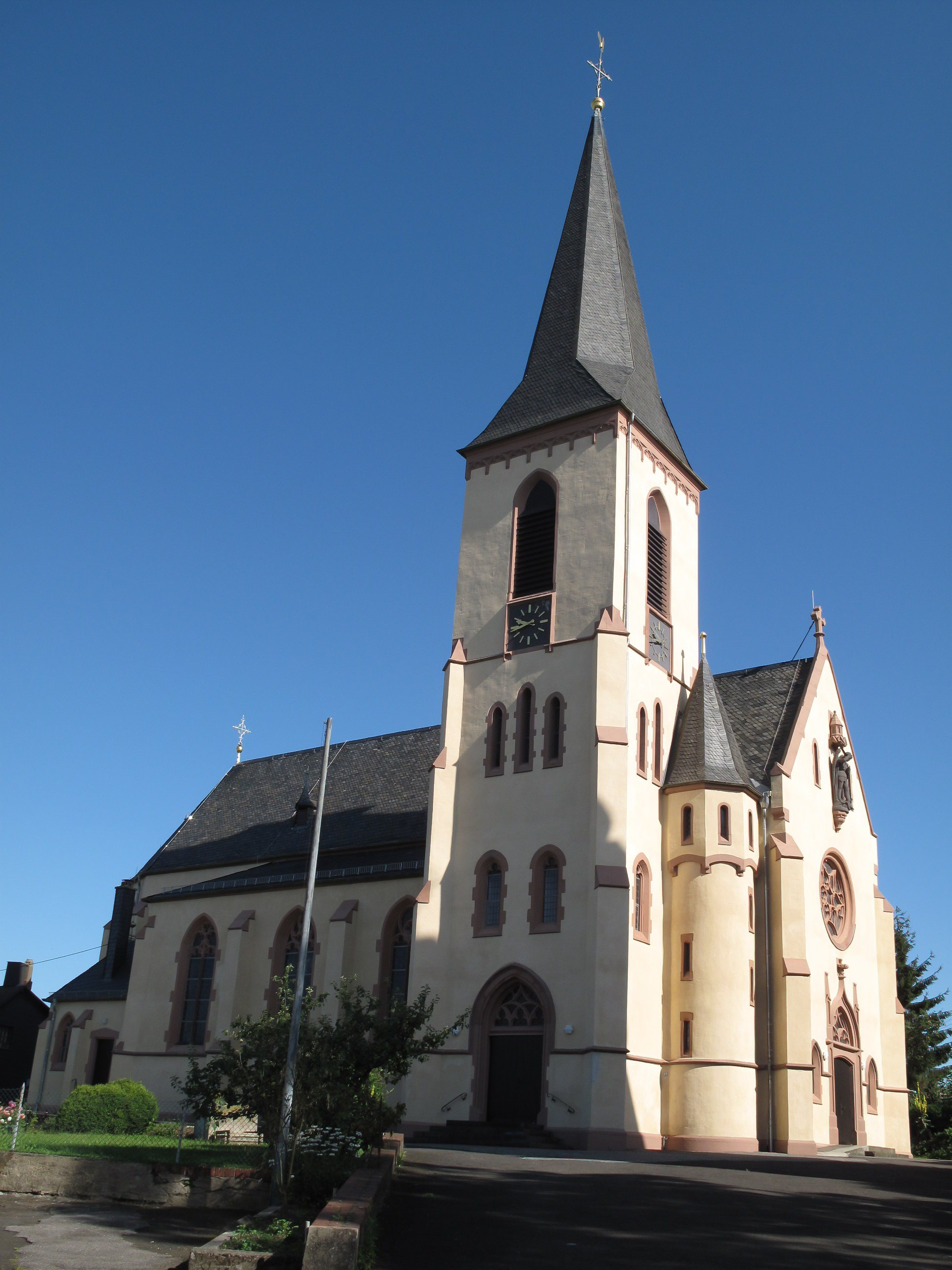
Kirche, Kappel
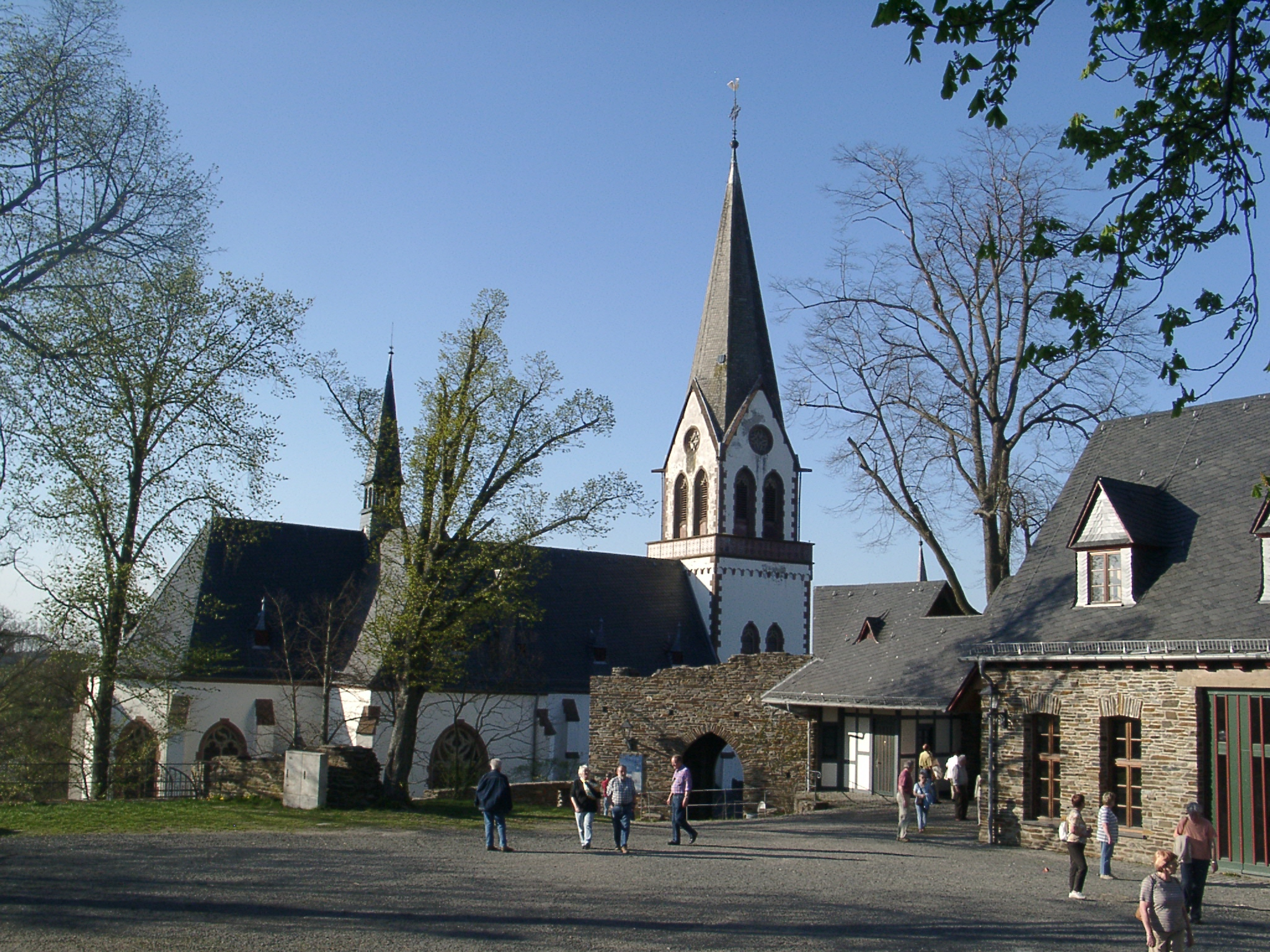
Kirche zum Hl. Kreuz, Kastellaun
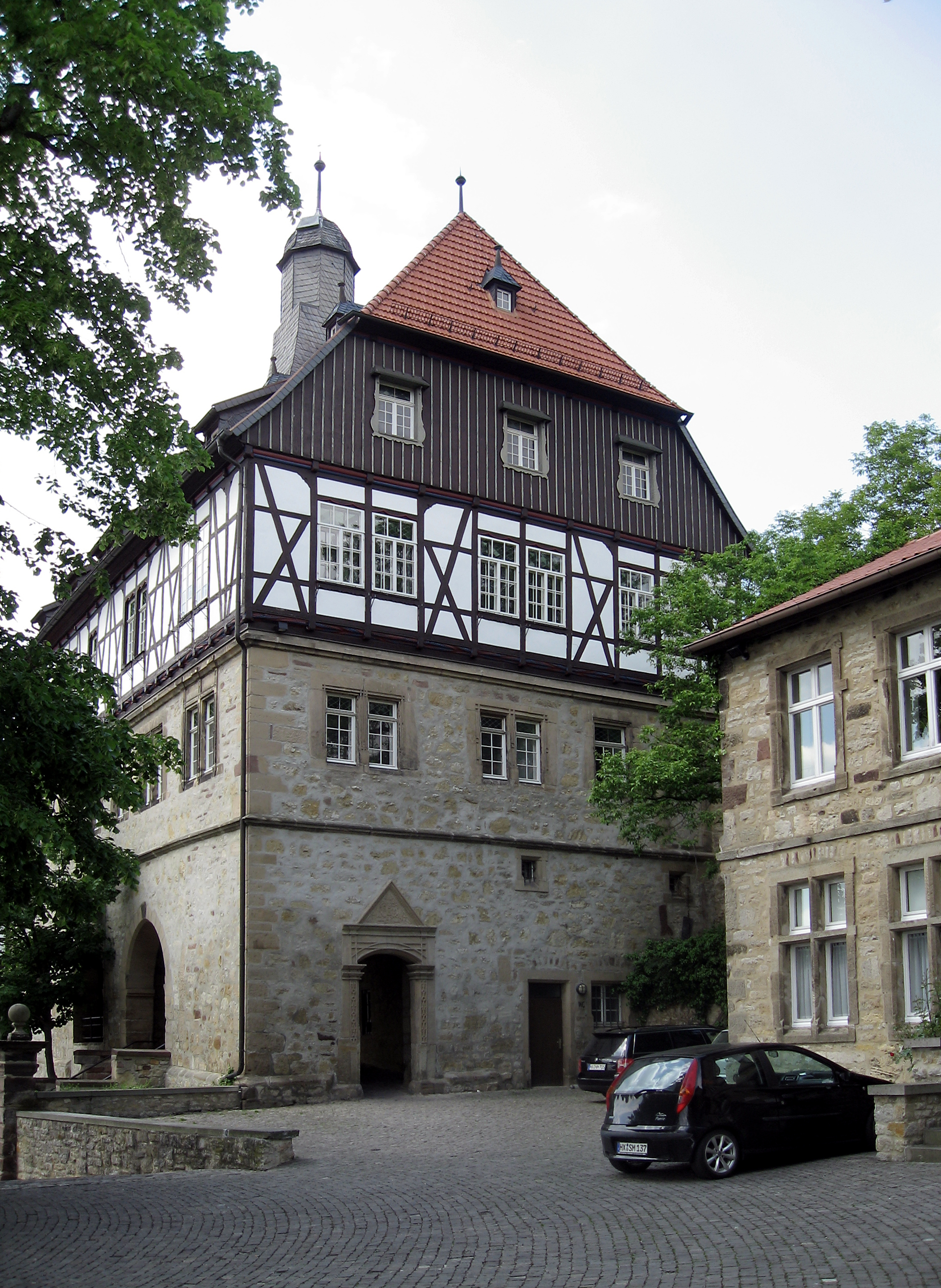
Aufstockung des Rathauses zwischen den Städten, Warburg
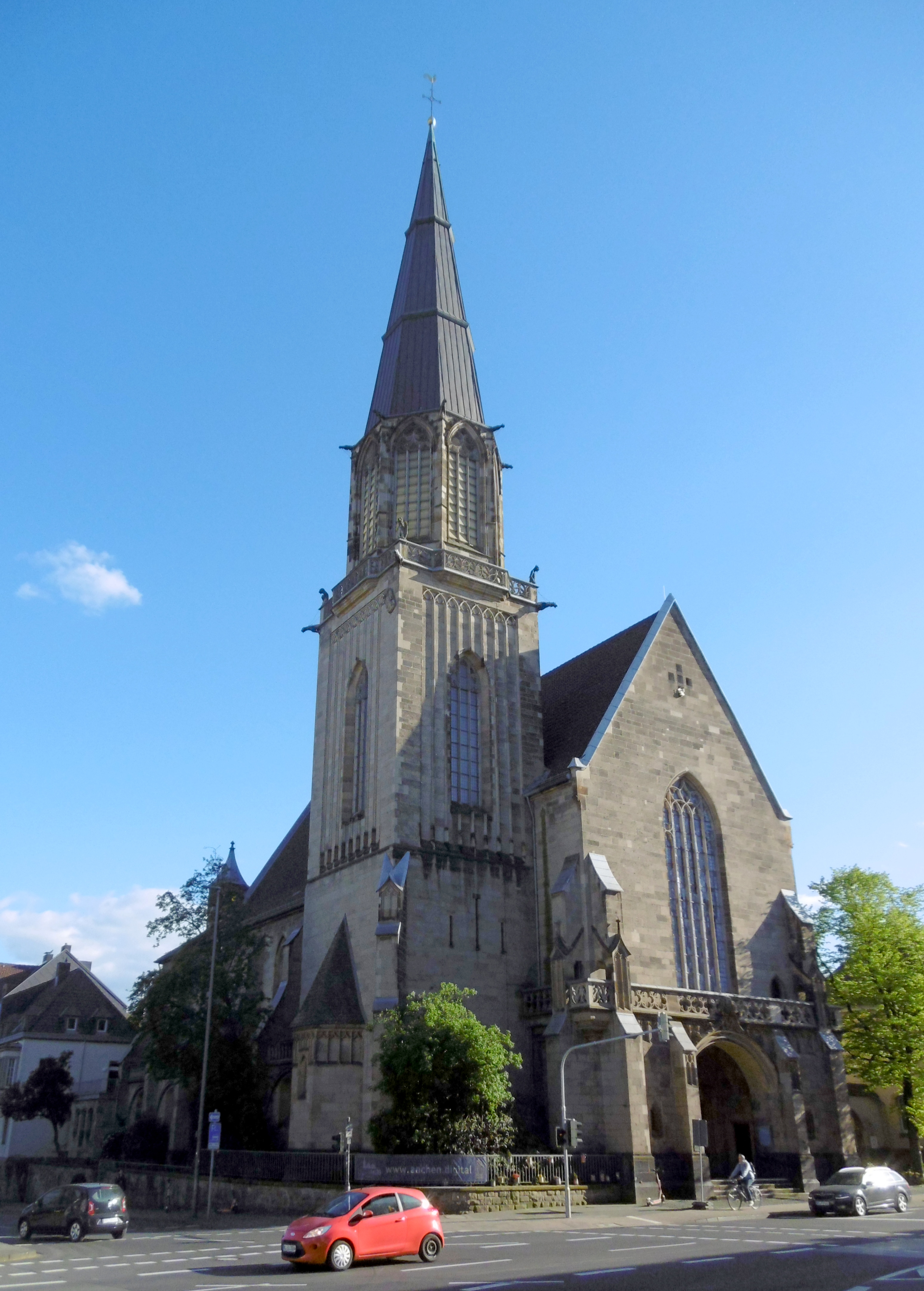
Kirche St. Elisabeth, Aachen
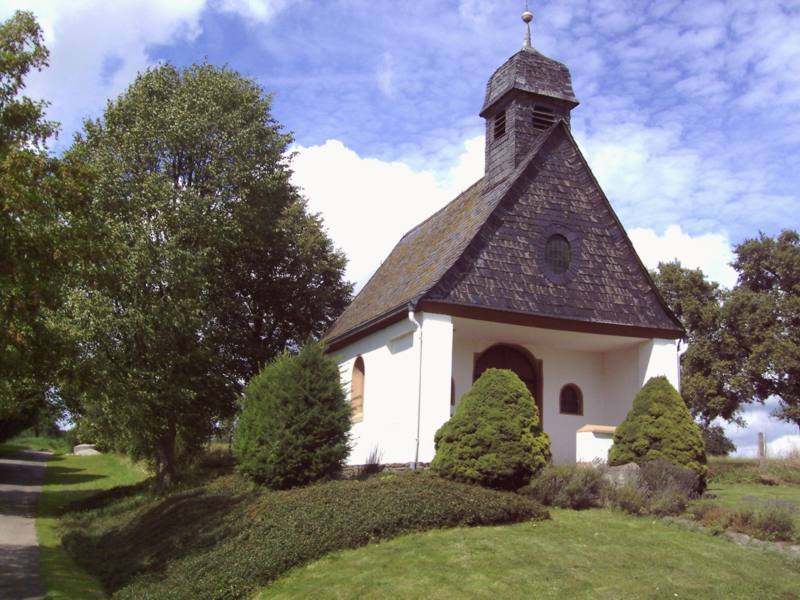
Wernerkapelle, Womrath
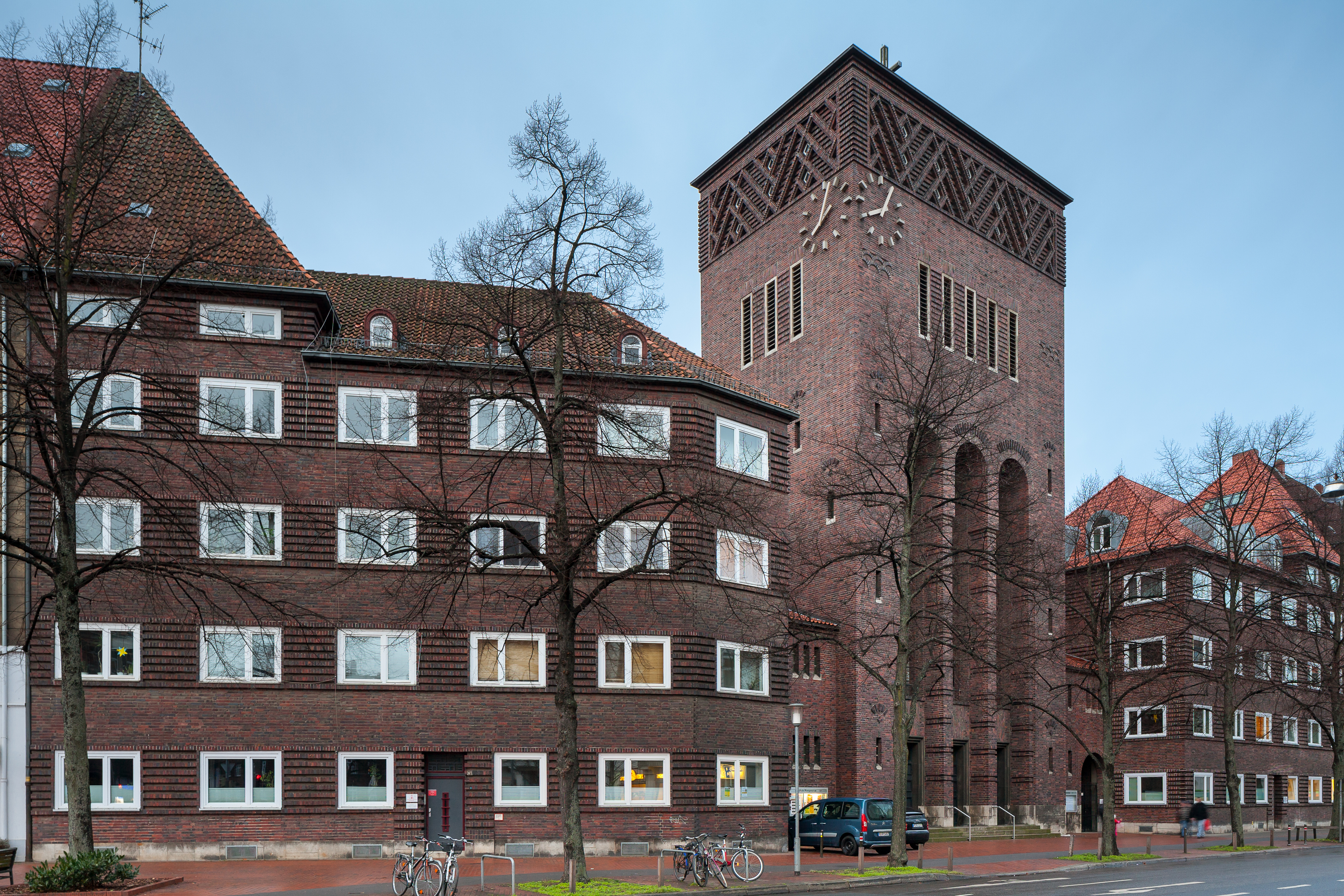
St. Heinrich, Hannover
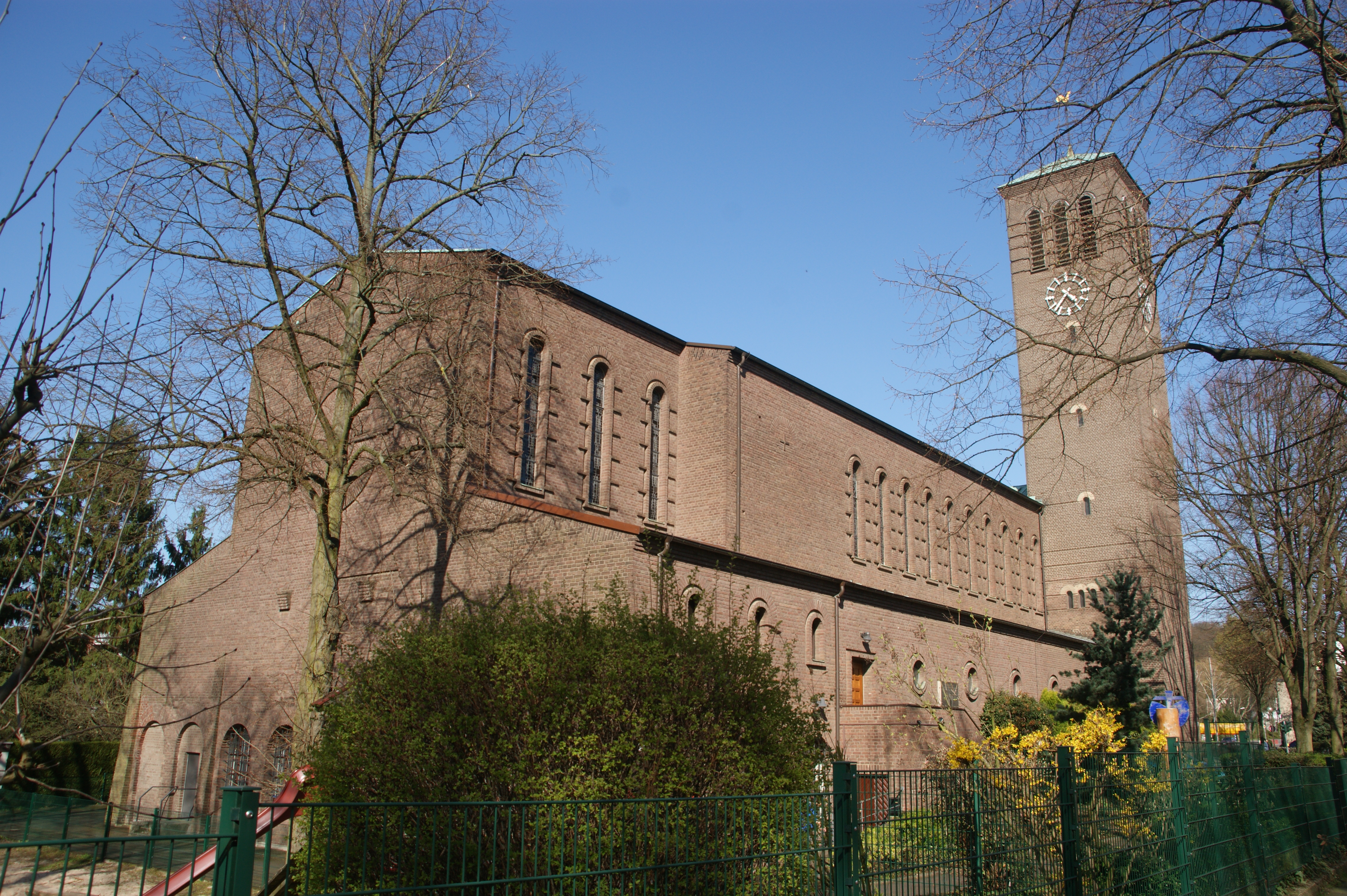
Christus-König, Horrem